# مسجد بوابة ناغويا
مسجد بوابة ناغويا يقع المسجد في مدينة ناغويا في محافظة آيتشي في اليابان .

## نظرة عامة
يمكن الوصول لمسجد بوابة ناغويا بواسطة السير على الأقدام من خط محطة ايناي اونامي، تقام في المسجد كل الصلوات الخمس في اليوم والليلة بالإضافة لصلاة الجمعة، ويقام في المسجد يوم السبت خطاب خاصة بعد صلاة العشاء، بالإضافة لاقامة مدرسة القرآن الكريم، ويوم الجمعة تقام صلاة وخطبة الجمعة .

## الأنشطة
أما الأنشطة العامة لمسجد بوابة ناغويا فتتمثل في:
- عالصلوات الخمس الوقت .
- صلاة الجمعة .
- تعليم القرآن الكريم .
- مدرسة القرآن الكريم للأطفال كل يوم سبت .
- اجتماع للنساء كل يوم سبت صباحا .
- كل يوم سبت خطاب خاص وعشاء بعد صلاة العشاء .
- في شهر رمضان كل ليلة يقام الإطار وصلاة التراويح .
- الترتيب لصلاة العيد .
- الترتيب للجنازة .

## وصلات خارجية
- موقع مسجد بوابة ناغويا على الخريطة
- البوم صور مسجد بوابة ناغويا